# Карпиано

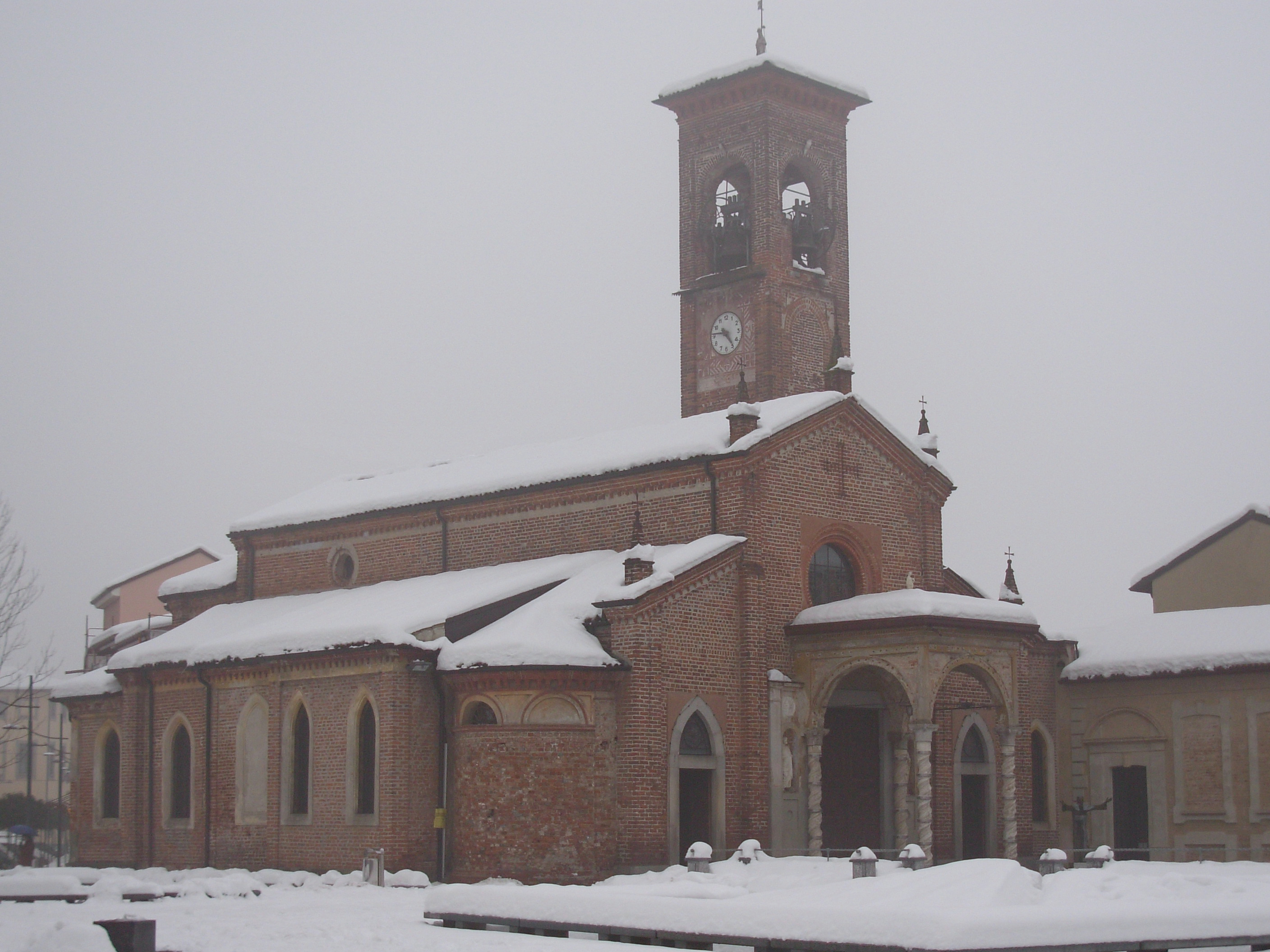
Храм св.Мартина зимой.

Карпиано (итал. Carpiano) — коммуна в Италии, в провинции Милан области Ломбардия.
Население составляет 2412 человека, плотность населения составляет 142 чел./км². Занимает площадь 17 км². Почтовый индекс — 20080. Телефонный код — 02.
Покровителями коммуны почитаются святитель Мартин Турский, празднование 11 ноября, и святая равноапостольная Мария Магдалина.